# Chissay-en-Touraine

Chissay-en-Touraine este o comună în departamentul Loir-et-Cher, Franța. În 1 ianuarie 2022 avea o populație de 1.076 de locuitori.